# Jutrijp
Jutrijp (en frison : Jutryp) est un village de la commune néerlandaise de Súdwest Fryslân, situé dans la province de Frise. 

## Géographie
Le village est situé dans l'ouest de la Frise, au sud de la ville de Sneek. Il forme avec Hommerts un village double.

## Histoire
Jutrijp fait partie de la commune de Wymbritseradiel jusqu'au 1er janvier 2011, où celle-ci est supprimée et fusionnée avec Bolsward, Nijefurd, Sneek et Wûnseradiel pour former la nouvelle commune de Súdwest-Fryslân.

## Démographie
En 2021, la population s'élève à 275 habitants.